# NASCAR Xfinity Series
De NASCAR Xfinity Series is de op een na hoogste stockcarraceklasse van de Verenigde Staten. Het kampioenschap is naast de Cup Series en de Truck Series een van de drie nationale kampioenschappen die door de NASCAR in de Verenigde Staten georganiseerd worden.

## Overzicht
Het kampioenschap groeide uit de Sportsman divisie, een kampioenschap dat in de jaren vijftig opgericht werd door de NASCAR. In 1982 werd het huidige kampioenschap opgericht met als hoofdsponsor Anheuser-Busch onder de naam Busch Grand National Series en later de Busch Series. Vanaf 2008 wordt de raceklasse gesponsord door verzekeringsmaatschappij "Nationwide Mutual Insurance Company"  en kreeg de raceklasse de naam Nationwide Series. Sinds 2014 wordt het kampioenschap gesponsord door Comcast via het kabelmerk Xfinity. Sindsdien wordt de naam Xfinity Series gebruikt.
Het grootste deel van de races worden gehouden in dezelfde weekends en op dezelfde circuits als de races van de Sprint Cup gehouden worden.

## De auto

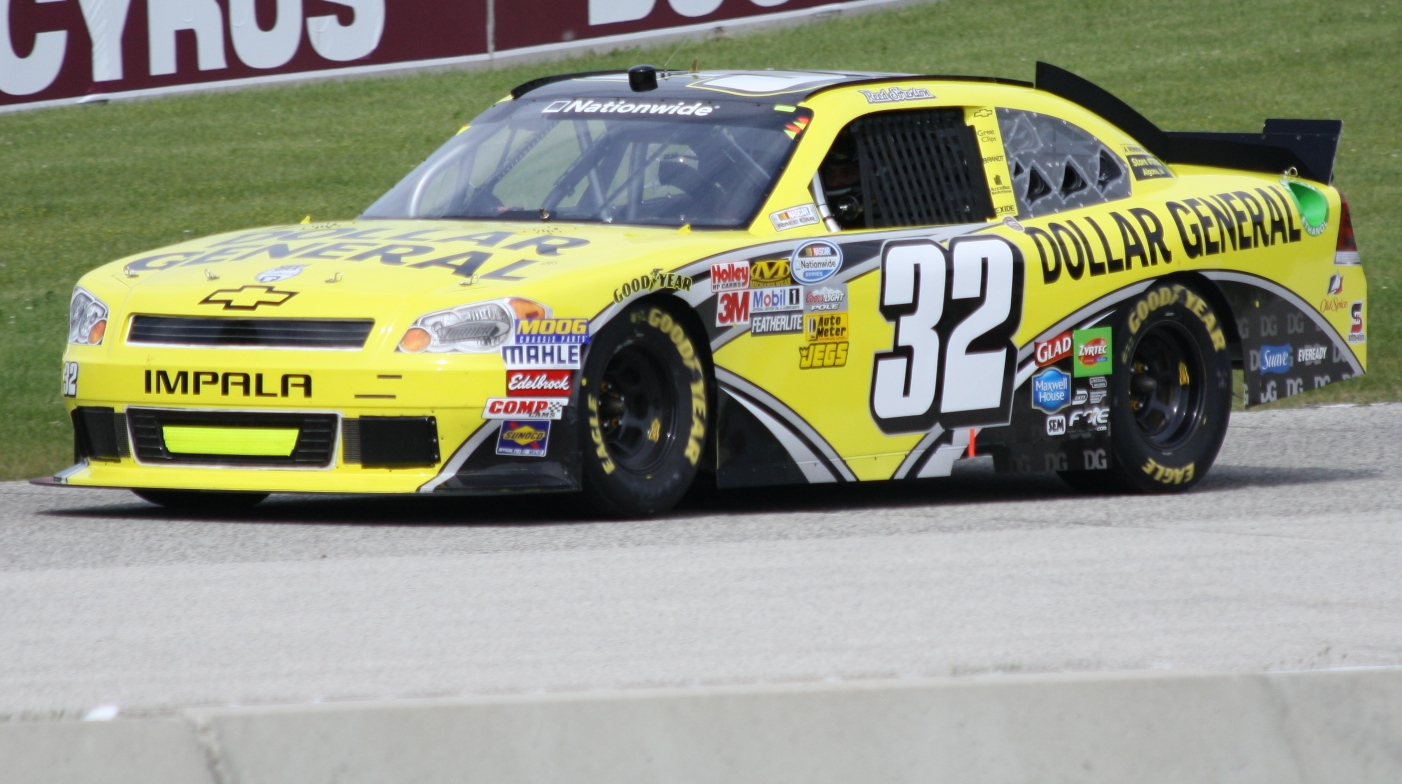
Nationwide auto uit 2011.

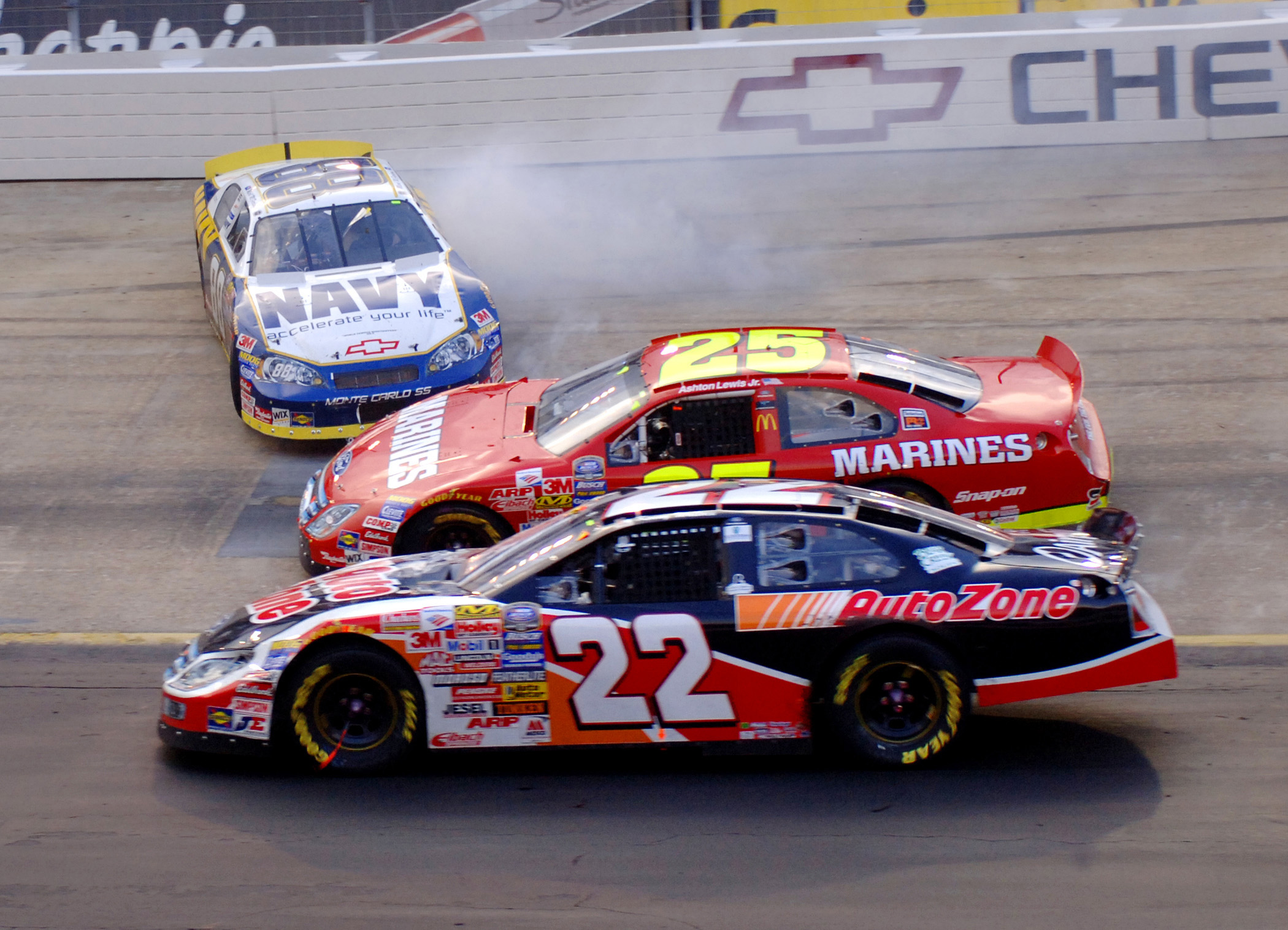
Op de Bristol Motor Speedway in 2006.

In de Xfinity Series zijn momenteel vier automerken vertegenwoordigd:
- Chevrolet
- Ford
- Dodge
- Toyota

De auto moet voldoen aan de volgende specificaties:
- Chassis: Stalen buizenframe met veiligheidskooi.
- Cilinderinhoud: : 358in³ (5.8l), stoterstang-V8-motor.
- Versnellingsbak: 4 versnellingen, manueel.
- Gewicht: minimaal 1,406 kg exclusief coureur, minimaal 1,497 kg inclusief coureur.
- Vermogen: 650–700 pk, 485–522 kw zonder restrictie, 450 pk, 335 kW met restrictie.
- Brandstof: loodvrije benzine, 98 RON.
- Capaciteit van de tank: 68 liter.
- Brandstoftoevoer: Carburateur.
- Compressieverhouding: 12:1.
- Atmosferische motor
- Wielbasis: 2667 mm.
- Besturing: Stuurbekrachtiging.
- Banden: zonder profiel, Goodyear.

## Buschwackers
Sinds het begin van het kampioenschap in 1982 reden er heel wat coureurs simultaan de Sprint Cup en de Nationwide Series. De coureurs noemt men ook wel "buschwackers". Het woord buschwacker is afgeleid van bushwhacker, een woord voor de guerrilla-oorlogsvoering tijdens de Amerikaanse Burgeroorlog en met een toevoeging van de letter C in bushwhacker verwijst het naar de eerste sponsor, Anheuser-Busch. Martin Truex jr. won in 2005 als laatste de titel zonder deel te nemen aan de Sprint Cup. In 2011 werden de regels aangepast. Coureurs zijn vanaf dat jaar verplicht een competitie als hoofddoel aan de duiden. Rijders die participeren in de Sprint Cup mogen nog steeds aantreden in de Nationwide Series, maar kunnen geen punten meer verdienen en zijn zo uitgesloten in het kampioenschap. Hun resultaten tellen nog wel voor het teamkampioenschap. Het effect van deze regel was dat in 2011 enkel zeven van de 34 races gewonnen werden door coureurs die in aanmerking kwamen voor punten voor het kampioenschap. Ricky Stenhouse jr. won dat jaar het kampioenschap met twee overwinningen, coureurs met meer dan één overwinning die niet in aanmerking kwamen voor kampioenschapspunten waren Carl Edwards met acht overwinningen, Kyle Busch met acht overwinningen en Brad Keselowski met vijf overwinningen. In 2013 werd Austin Dillon kampioen zonder een race te winnen.

## Kampioenen

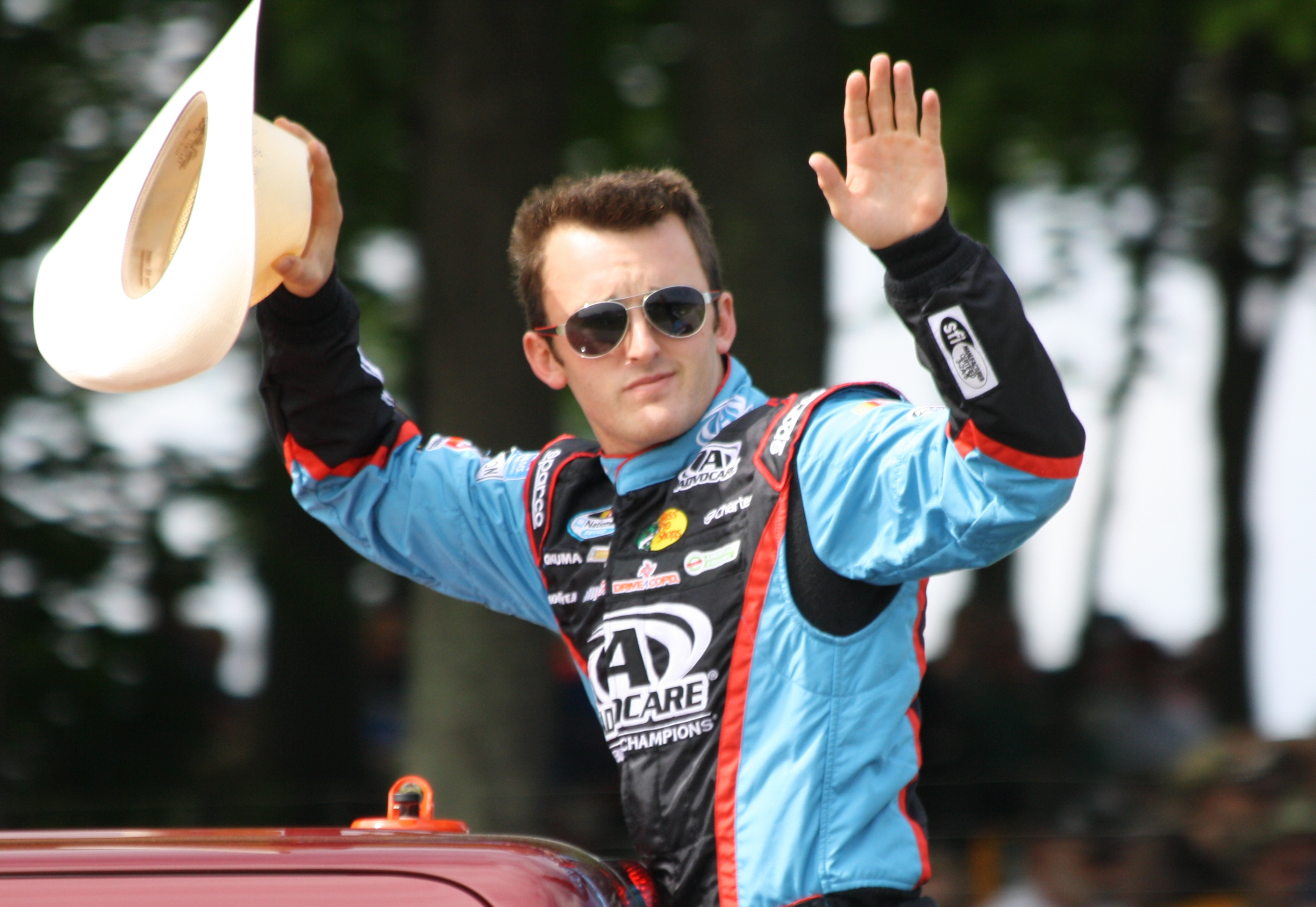
Austin Dillon, kampioen van 2013.

| Jaar | Kampioen | Kampioen            | Auto       | Vice-kampioen   |
| ---- | -------- | ------------------- | ---------- | --------------- |
| 2021 | #18      | Daniel Hemric       | Toyota     | Austin Cindric  |
| 2020 | #22      | Austin Cindric      | Chevrolet  | Justin Allgaier |
| 2019 | #2       | Tyler Reddick       | Chevrolet  | Cole Custer     |
| 2018 | #00      | Tyler Reddick       | Chevrolet  | Cole Custer     |
| 2017 | #22      | William Byron       | Chevrolet  | Elliott Sadler  |
| 2016 | #19      | Daniel Suárez       | Toyota     | Elliott Sadler  |
| 2015 | #22      | Chris Buescher      | Chevrolet  | Chase Elliot    |
| 2014 | #22      | Chase Elliot        | Chevrolet  | Regan Smith     |
| 2013 | #22      | Austin Dillon       | Chevrolet  | Sam Hornish Jr. |
| 2012 | #60      | Ricky Stenhouse jr. | Ford       | Elliott Sadler  |
| 2011 | #60      | Ricky Stenhouse jr. | Ford       | Elliott Sadler  |
| 2010 | #22      | Brad Keselowski     | Dodge      | Carl Edwards    |
| 2009 | #18      | Kyle Busch          | Toyota     | Carl Edwards    |
| 2008 | #20      | Clint Bowyer        | Chevrolet  | Carl Edwards    |
| 2007 | #60      | Carl Edwards        | Ford       | David Reutimann |
| 2006 | #21      | Kevin Harvick       | Chevrolet  | Carl Edwards    |
| 2005 | #8       | Martin Truex jr.    | Chevrolet  | Clint Bowyer    |
| 2004 | #8       | Martin Truex jr.    | Chevrolet  | David Green     |
| 2003 | #5       | Brian Vickers       | Chevrolet  | David Green     |
| 2002 | #60      | Greg Biffle         | Ford       | Jason Keller    |
| 2001 | #2       | Kevin Harvick       | Chevrolet  | Jeff Green      |
| 2000 | #10      | Jeff Green          | Chevrolet  | Jason Keller    |
| 1999 | #3       | Dale Earnhardt jr.  | Chevrolet  | Jeff Green      |
| 1998 | #3       | Dale Earnhardt jr.  | Chevrolet  | Matt Kenseth    |
| 1997 | #74      | Randy LaJoie        | Chevrolet  | Todd Bodine     |
| 1996 | #74      | Randy LaJoie        | Chevrolet  | David Green     |
| 1995 | #74      | Johnny Benson       | Chevrolet  | Chad Little     |
| 1994 | #44      | David Green         | Chevrolet  | Ricky Craven    |
| 1993 | #31      | Steve Grissom       | Oldsmobile | Ricky Craven    |
| 1992 | #87      | Joe Nemechek        | Chevrolet  | Bobby Labonte   |
| 1991 | #44      | Bobby Labonte       | Oldsmobile | Kenny Wallace   |
| 1990 | #63      | Chuck Bown          | Pontiac    | Jimmy Hensley   |
| 1989 | #25      | Rob Moroso          | Oldsmobile | Tommy Houston   |
| 1988 | #99      | Tommy Ellis         | Buick      | Rob Moroso      |
| 1987 | #21      | Larry Pearson       | Chevrolet  | Jimmy Hensley   |
| 1986 | #21      | Larry Pearson       | Chevrolet  | Brett Bodine    |
| 1985 | #11      | Jack Ingram         | Oldsmobile | Jimmy Hensley   |
| 1984 | #00      | Sam Ard             | Oldsmobile | Jack Ingram     |
| 1983 | #00      | Sam Ard             | Oldsmobile | Jack Ingram     |
| 1982 | #11      | Jack Ingram         | Pontiac    | Sam Ard         |